# Bryn Meredith
Pour les articles homonymes, voir Meredith.
Pas d'image ? Cliquez ici

a Compétitions nationales et continentales officielles uniquement.

b Matchs officiels uniquement.
Dernière mise à jour le 13 août 2018.
Brinley Victor Meredith, né le 21 novembre 1930 à Cwmbran, est un joueur de rugby gallois, évoluant au poste de talonneur pour le pays de Galles.

## Carrière
Bryn Meredith obtient des sélections pour le pays de Galles en équipe scolaire en 1949. Il dispute son premier test match le 13 avril 1954 contre l'équipe d'Irlande, et son dernier test match également contre l'Irlande le 17 novembre 1962. Il joue 34 matches. Il manque seulement deux sélections. À la fin de sa carrière internationale, il détient le record gallois de capes pour un avant. Il joue huit matches avec les Lions en 1955 et en 1962 en tournée en Afrique du Sud. Il joue successivement avec les clubs du Devon, du South West Counties, de Newport RFC et des London Welsh. Il connaît également quatre sélections avec les Barbarians de 1955 à 1961.

## Palmarès
- Victoire dans les Tournois des Cinq Nations en 1954, 1955 et 1956

## Statistiques en équipe nationale
- 34 sélections
- Sélections par année : 3 en 1954, 4 en 1955, 4 en 1956, 4 en 1957, 4 en 1958, 4 en 1959, 4 en 1960, 3 en 1961, 4 en 1962
- 9 points (trois essais)
- Participation à neuf Tournois des Cinq Nations en 1954, 1955, 1956, 1957, 1958, 1959, 1960, 1961 et 1962.